# Acatlán (Hidalgo)
Acatlán è un comune del Messico, situato nello stato di Hidalgo, il cui capoluogo è la località omonima.
La municipalità conta 21.044 abitanti (2015) e ha una estensione di 241,63 km².